# 托馬斯·戈門索羅
托馬斯·戈門索羅（Tomás Gomensoro，1810年1月27日—1900年4月12日）是烏拉圭政治人物。托馬斯·戈門索羅是烏拉圭紅黨的成員。1872年至1873年托馬斯·戈門索羅擔任烏拉圭總統。